# Stazione di Matzingen
La stazione di Matzingen (in tedesco Bahnhof Matzingen) è una stazione ferroviaria a servizio del comune svizzero di Matzingen sulla ferrovia Frauenfeld-Wil.

## Storia
La stazione fu attivata il 1º settembre 1887, in occasione dell'apertura della linea Frauenfeld-Wil (Wiler Bähnli).

## Strutture e impianti
La stazione dispone di 2 binari dotati di marciapiede per il servizio passeggeri. È dotata di un fabbricato viaggiatori ad un piano con un tipico tetto spiovente.

## Movimento
La stazione è servita dai treni a cadenza semioraria sulla relazione Frauenfeld - Wil (linea S15 della rete celere di San Gallo).

## Servizi
Nella stazione sono presenti:
- Biglietteria automatica[4]
- Ufficio postale[4]

Nei pressi della stazione, è presente un piccolo parcheggio di interscambio per automobili.

## Interscambi
- Fermata autobus (Matzingen, Kirche, a circa 400 metri)[6][7]